# Liste des monuments aux morts dans l'Allier
Pour un article plus général, voir Liste d'œuvres d'art public dans l'Allier.
Cet article vise à recenser les monuments aux morts dans l'Allier, en France.

## Liste
Les monuments sont classés par ordre alphabétique de communes, ou anciennes communes. Si une commune possède plusieurs monuments, ils sont classés par ordre chronologique des conflits commémorés.
| Œuvre                                                                            | Auteur                                 | Commune                   | Localisation                                                                                                | Notes                                                                    | Installation     | Coordonnées                      | Illustration                                                                            |
| -------------------------------------------------------------------------------- | -------------------------------------- | ------------------------- | --- | ------------------------------------------------------------------------ | ---------------- | -------------------------------- | --------------------------------------------------------------------------------------- |
| Poilu au repos (monument aux morts)                                              | Copie d'après Étienne Camus            | Abrest                    | Sur le rond point de la place Jean Moulin et de l'impasse du château                                        |                                                                          | 1921             | 46° 05′ 56″ nord, 3° 26′ 37″ est | Monument aux morts d'Abrest                                                             |
| Monument aux morts de 1914-1918                                                  | Louis Galfione                         | Agonges                   | Dans l'église Notre-Dame                                                                                    | Plaque.                                                                  | À déterminer     | à géolocaliser                   | Monument aux morts de 1914-1918                                                         |
| Monument aux morts                                                               | À déterminer                           | Agonges                   | Dans le cimetière                                                                                           |                                                                          | À déterminer     | à géolocaliser                   | Image manquante                                                                         |
| Monument aux morts                                                               | À déterminer                           | Ainay-le-Château          | Dans l'église Saint-Étienne                                                                                 | Plaques.                                                                 | À déterminer     | à géolocaliser                   | Monument aux morts                                                                      |
| Poilu au repos (monument aux morts)                                              | Copie d'après Étienne Camus            | Ainay-le-Château          | Au bord de la rue des fossés (RD 550), près de la mairie                                                    |                                                                          | À déterminer     | 46° 42′ 36″ nord, 2° 41′ 28″ est | Monument aux morts d'Ainay-le-Château                                                   |
| Monument aux morts                                                               | À déterminer                           | Andelaroche               | À côté de l'église Saint-Pierre                                                                             |                                                                          | 1921             | à géolocaliser                   | Monument aux morts                                                                      |
| Monument aux morts de 1914-1918                                                  | À déterminer                           | Archignat                 | À côté de l'église Saint-Sulpice                                                                            |                                                                          | À déterminer     | à géolocaliser                   | Image manquante                                                                         |
| Monument aux morts                                                               | À déterminer                           | Archignat                 | À déterminer                                                                                                |                                                                          | À déterminer     | à géolocaliser                   | Image manquante                                                                         |
| Monument aux morts                                                               | À déterminer                           | Arfeuilles                | À déterminer                                                                                                |                                                                          | 1922             | à géolocaliser                   | Image manquante                                                                         |
| Monument aux morts                                                               | À déterminer                           | Arpheuilles-Saint-Priest  | À côté de l'église Saint-Pierre                                                                             |                                                                          | À déterminer     | à géolocaliser                   | Monument aux morts                                                                      |
| Poilu au repos (monument aux morts)                                              | Copie d'après Étienne Camus            | Arronnes                  | Rue du Sichon, à côté de l'église Saint-Léger                                                               |                                                                          | 1926             | 46° 03′ 33″ nord, 3° 34′ 07″ est | Monument aux morts d'Arronnes                                                           |
| Monument aux morts                                                               | À déterminer                           | Aubigny                   | À côté de l'église Saint-Genest                                                                             |                                                                          | À déterminer     | à géolocaliser                   | Monument aux morts                                                                      |
| Monument aux morts                                                               | À déterminer                           | Audes                     | À déterminer                                                                                                |                                                                          | 1923             | à géolocaliser                   | Image manquante                                                                         |
| Monument aux morts                                                               | À déterminer                           | Aurouër                   | À déterminer                                                                                                |                                                                          | À déterminer     | à géolocaliser                   | Monument aux morts                                                                      |
| Monument aux morts de 1914-1918                                                  | À déterminer                           | Autry-Issards             | Dans l'église de la Sainte-Trinité                                                                          | Plaque.                                                                  | À déterminer     | à géolocaliser                   | Image manquante                                                                         |
| Monument aux morts                                                               | À déterminer                           | Autry-Issards             | Dans le cimetière                                                                                           |                                                                          | À déterminer     | à géolocaliser                   | Image manquante                                                                         |
| Monument aux morts                                                               | À déterminer                           | Avermes                   | À déterminer                                                                                                |                                                                          | À déterminer     | à géolocaliser                   | Image manquante                                                                         |
| Monument aux morts                                                               | À déterminer                           | Avrilly                   | À côté de l'église Saint-Honorat                                                                            |                                                                          | À déterminer     | 46° 19′ 59″ nord, 3° 58′ 52″ est | Monument aux morts d'Avrilly                                                            |
| Monument aux morts                                                               | À déterminer                           | Bagneux                   | Devant la mairie                                                                                            |                                                                          | À déterminer     | à géolocaliser                   | Image manquante                                                                         |
| Monument aux morts                                                               | À déterminer                           | Barberier                 | Dans le cimetière                                                                                           |                                                                          | À déterminer     | à géolocaliser                   | Image manquante                                                                         |
| Monument aux morts                                                               | À déterminer                           | Barrais-Bussolles         | À déterminer                                                                                                |                                                                          | À déterminer     | à géolocaliser                   | Image manquante                                                                         |
| Monument aux morts                                                               | À déterminer                           | Barrais-Bussolles         | Dans le cimetière                                                                                           |                                                                          | À déterminer     | à géolocaliser                   | Image manquante                                                                         |
| Monument aux morts                                                               | À déterminer                           | Bayet                     | Dans le cimetière                                                                                           |                                                                          | À déterminer     | à géolocaliser                   | Image manquante                                                                         |
| Monument aux morts                                                               | À déterminer                           | Beaulon                   | À déterminer                                                                                                |                                                                          | À déterminer     | à géolocaliser                   | Image manquante                                                                         |
| Monument aux morts                                                               | À déterminer                           | Beaune-d'Allier           | À côté de l'église Saint-Aignan                                                                             |                                                                          | À déterminer     | à géolocaliser                   | Monument aux morts                                                                      |
| Monument aux morts                                                               | À déterminer                           | Bègues                    | À côté de l'église Saint-Aignan                                                                             |                                                                          | 1923             | à géolocaliser                   | Monument aux morts                                                                      |
| Monument aux morts                                                               | À déterminer                           | Bellenaves                | Route de Montmarault                                                                                        |                                                                          | 1922             | à géolocaliser                   | Image manquante                                                                         |
| Monument aux morts                                                               | À déterminer                           | Bellerive-sur-Allier      | À déterminer                                                                                                | Remplace l'original de 1923 progressivement dégradé par les intempéries. | 1968             | à géolocaliser                   | Monument aux morts                                                                      |
| Monument aux morts                                                               | À déterminer                           | Bert                      | À déterminer                                                                                                |                                                                          | 1923             | à géolocaliser                   | Image manquante                                                                         |
| Monument aux morts                                                               | Louis Galfione                         | Bessay-sur-Allier         | Dans le cimetière, à côté de l'église Saint-Martin                                                          |                                                                          | 1921             | à géolocaliser                   | Monument aux morts                                                                      |
| Monument aux morts                                                               | Paul Moretti                           | Besson                    | Dans le cimetière                                                                                           |                                                                          | À déterminer     | à géolocaliser                   | Image manquante                                                                         |
| Monument aux morts                                                               | À déterminer                           | Bézenet                   | À côté de l'église Sainte-Barbe                                                                             |                                                                          | À déterminer     | à géolocaliser                   | Monument aux morts                                                                      |
| Monument aux morts                                                               | À déterminer                           | Billezois                 | À côté de l'église Saint-Roch                                                                               |                                                                          | À déterminer     | à géolocaliser                   | Monument aux morts                                                                      |
| Monument aux morts                                                               | Pierre Fournier des Corats             | Billy                     | À côté de l'école                                                                                           |                                                                          | 1921             | à géolocaliser                   | Monument aux morts                                                                      |
| Monument aux morts                                                               | À déterminer                           | Biozat                    | Dans le cimetière                                                                                           |                                                                          | À déterminer     | à géolocaliser                   | Image manquante                                                                         |
| Monument aux morts                                                               | À déterminer                           | Bizeneuille               | À côté de l'église Saint-Martin                                                                             |                                                                          | 1922             | 46° 24′ 26″ nord, 2° 44′ 06″ est | Monument aux morts de Bizeneuille                                                       |
| Monument aux morts                                                               | À déterminer                           | Blomard                   | À côté de l'église Saint-Maurice                                                                            |                                                                          | 1921             | à géolocaliser                   | Monument aux morts                                                                      |
| Monument aux morts                                                               | À déterminer                           | Bost                      | Dans le cimetière, à côté de l'église Saint-Pierre                                                          |                                                                          | 1920             | à géolocaliser                   | Monument aux morts                                                                      |
| Monument aux morts                                                               | À déterminer                           | Boucé                     | À côté de l'église Notre-Dame                                                                               |                                                                          | À déterminer     | à géolocaliser                   | Monument aux morts                                                                      |
| Monument aux morts                                                               | À déterminer                           | Bourbon-l'Archambault     | À côté de l'église Saint-Georges                                                                            |                                                                          | 1922             | à géolocaliser                   | Image manquante                                                                         |
| Monument aux morts                                                               | À déterminer                           | Braize                    | En face de la mairie                                                                                        |                                                                          | À déterminer     | à géolocaliser                   | Image manquante                                                                         |
| Monument aux morts                                                               | À déterminer                           | Bransat                   | Devant la mairie                                                                                            |                                                                          | À déterminer     | à géolocaliser                   | Image manquante                                                                         |
| Monument aux morts                                                               | Paul Moretti                           | Bresnay                   | Dans le cimetière                                                                                           |                                                                          | À déterminer     | à géolocaliser                   | Image manquante                                                                         |
| Monument aux morts                                                               | À déterminer                           | Bressolles                | À déterminer                                                                                                |                                                                          | 1922             | à géolocaliser                   | Image manquante                                                                         |
| Monument aux morts                                                               | À déterminer                           | Broût-Vernet              | Devant la mairie                                                                                            |                                                                          | 1921             | 46° 11′ 17″ nord, 3° 16′ 24″ est | Monument aux morts de Broût-Vernet                                                      |
| Monument aux morts                                                               | À déterminer                           | Broût-Vernet              | Dans le cimetière, dans le carré militaire                                                                  |                                                                          | À déterminer     | à géolocaliser                   | Image manquante                                                                         |
| Monument aux morts                                                               | À déterminer                           | Brugheas                  | À côté de l'église Saint-Martin                                                                             |                                                                          | À déterminer     | à géolocaliser                   | Image manquante                                                                         |
| Monument aux morts                                                               | À déterminer                           | Busset                    | Dans le cimetière                                                                                           |                                                                          | 1920             | à géolocaliser                   | Image manquante                                                                         |
| Monument aux morts                                                               | À déterminer                           | Buxières-les-Mines        | Rue Adolphe Bonneau, à côté de la salle des fêtes                                                           |                                                                          | 1923             | à géolocaliser                   | Image manquante                                                                         |
| La Victoire en chantant (monument aux morts)                                     | Copie d'après Charles Édouard Richefeu | Cérilly                   | Dans le square Pierre-Virlogeux                                                                             |                                                                          | 1921             | 46° 37′ 05″ nord, 2° 49′ 04″ est | Monument aux morts de Cérilly                                                           |
| Monument aux morts                                                               | À déterminer                           | Cesset                    | Sur la place de la Mairie                                                                                   |                                                                          | À déterminer     | à géolocaliser                   | Image manquante                                                                         |
| Monument aux résistants fusillés le 30 août 1944                                 | À déterminer                           | Cesset                    | Intersection de la RD 46 et de la RD 141                                                                    |                                                                          | À déterminer     | à géolocaliser                   | Image manquante                                                                         |
| Monument aux morts                                                               | À déterminer                           | Chambérat                 | En face de l'église Saint-Joseph                                                                            |                                                                          | 1923             | à géolocaliser                   | Monument aux morts                                                                      |
| Monument aux morts                                                               | À déterminer                           | Chamblet                  | À côté de l'église Saint-Maurice                                                                            |                                                                          | 1919             | à géolocaliser                   | Monument aux morts                                                                      |
| Monument aux morts                                                               | Georges Dubois                         | Chantelle                 | Sur la place de l'Oscambre                                                                                  |                                                                          | 1924             | à géolocaliser                   | Image manquante                                                                         |
| Monument aux morts                                                               | À déterminer                           | Charroux                  | À déterminer                                                                                                |                                                                          | À déterminer     | à géolocaliser                   | Monument aux morts                                                                      |
| Monument aux morts                                                               | À déterminer                           | Charroux                  | Dans l'église Saint-Jean-Baptiste                                                                           |                                                                          | À déterminer     | à géolocaliser                   | Monument aux morts                                                                      |
| Monument aux morts                                                               | À déterminer                           | Châtelperron              | À côté de l'église Saint-Pierre                                                                             |                                                                          | À déterminer     | à géolocaliser                   | Monument aux morts                                                                      |
| Monument aux morts                                                               | À déterminer                           | Chirat-l'Église           | À côté de l'église Saint-Pierre-et-Saint-Étienne                                                            |                                                                          | À déterminer     | à géolocaliser                   | Monument aux morts                                                                      |
| Monument aux morts                                                               | À déterminer                           | Cognat-Lyonne             | Dans le cimetière                                                                                           |                                                                          | À déterminer     | à géolocaliser                   | Monument aux morts                                                                      |
| Monument aux morts                                                               | Félix-Alexandre Desruelles             | Commentry                 | À déterminer                                                                                                | Inscrit MH (2019).                                                       | 1924             | 46° 17′ 11″ nord, 2° 44′ 41″ est | Monument aux morts de Commentry                                                         |
| Monument aux morts                                                               | À déterminer                           | Contigny                  | Dans le cimetière                                                                                           |                                                                          | À déterminer     | à géolocaliser                   | Image manquante                                                                         |
| Monument aux morts                                                               | Ernest Diosi                           | Cosne-d'Allier            | Sur le plan de Foire                                                                                        |                                                                          | À déterminer     | à géolocaliser                   | Image manquante                                                                         |
| Monument aux morts                                                               | À déterminer                           | Coulandon                 | Dans le cimetière                                                                                           |                                                                          | 1924             | à géolocaliser                   | Monument aux morts                                                                      |
| Monument aux morts                                                               | À déterminer                           | Couleuvre                 | Intersection de la rue Marx Dormoy (RD 3) et de la rue Charles Louis Philippe                               |                                                                          | À déterminer     | 46° 40′ 18″ nord, 2° 54′ 24″ est | Monument aux morts de Couleuvre                                                         |
| Pietà (monument aux morts)                                                       | À déterminer                           | Cressanges                | Dans l'église Saint-Julien                                                                                  | Représente une Pietà.                                                    | À déterminer     | à géolocaliser                   | Pietà (monument aux morts)                                                              |
| Monument aux morts                                                               | Robert Delandre                        | Creuzier-le-Vieux         | À côté de l'église Saint-Martin                                                                             |                                                                          | À déterminer     | à géolocaliser                   | Monument aux morts                                                                      |
| Monument aux morts                                                               | Raymond Léon Rivoire                   | Cusset                    | Sur la place Félix-Cornil                                                                                   |                                                                          | 1921             | à géolocaliser                   | Monument aux morts« Monument aux morts de 1914-1918 à Cusset », sur À nos grands hommes |
| Monument aux morts du collège                                                    | À déterminer                           | Cusset                    | Sous le porche du bâtiment des services techniques et administratifs (ancien collège), rue Président-Wilson |                                                                          | À déterminer     | à géolocaliser                   | Monument aux morts du collège                                                           |
| Monument aux morts                                                               | À déterminer                           | Désertines                | À côté de l'église Saint-Georges                                                                            |                                                                          | À déterminer     | à géolocaliser                   | Monument aux morts                                                                      |
| Poilu au repos (monument aux morts)                                              | Copie d'après Étienne Camus            | Deux-Chaises              | Rue Jean-Charles Varennes, à côté de l'église Saint-Denis                                                   |                                                                          | À déterminer     | 46° 22′ 48″ nord, 3° 02′ 22″ est | Monument aux morts de Deux-Chaises                                                      |
| Pietà (monument aux morts 1914-1918)                                             | À déterminer                           | Dompierre-sur-Besbre      | Dans l'église Saint-Joseph                                                                                  | Représente une Pietà.                                                    | À déterminer     | à géolocaliser                   | Image manquante                                                                         |
| Monument aux morts                                                               | Pierre Fournier des Corats             | Dompierre-sur-Besbre      | Sur la place de Verdun                                                                                      |                                                                          | 1920             | 46° 31′ 28″ nord, 3° 40′ 44″ est | Monument aux morts de Dompierre-sur-Besbre                                              |
| Monument aux morts                                                               | Copie d'après Jean Coulon              | Ébreuil                   | Sur la place de la République                                                                               |                                                                          | À déterminer     | à géolocaliser                   | Image manquante                                                                         |
| Monument aux morts                                                               | À déterminer                           | Estivareilles             | Dans le cimetière                                                                                           |                                                                          | À déterminer     | 46° 25′ 41″ nord, 2° 37′ 07″ est | Monument aux morts d'Estivareilles                                                      |
| La Patrie en deuil (monument aux morts de 1870-1871)                             | Jean Coulon                            | Gannat                    | Cours de la République                                                                                      | Érigé en 1898 sur la place Pasteur.                                      | À déterminer     | à géolocaliser                   | Image manquante                                                                         |
| Le Poilu mourant en défendant le Drapeau (monument aux morts)                    | À déterminer                           | Gannat                    | Dans le cimetière                                                                                           |                                                                          | À déterminer     | à géolocaliser                   | Le Poilu mourant en défendant le Drapeau (monument aux morts)                           |
| Monument aux morts                                                               | À déterminer                           | Hérisson                  | À côté de l'église Notre-Dame                                                                               |                                                                          | À déterminer     | 46° 30′ 35″ nord, 2° 42′ 43″ est | Monument aux morts d'Hérisson                                                           |
| Monument aux morts                                                               | À déterminer                           | Jaligny-sur-Besbre        | À déterminer                                                                                                |                                                                          | À déterminer     | à géolocaliser                   | Monument aux morts                                                                      |
| Monument aux morts de 1914-1918                                                  | François Cogné                         | Jaligny-sur-Besbre        | Dans l'église Saint-Hippolyte                                                                               |                                                                          | À déterminer     | à géolocaliser                   | Image manquante                                                                         |
| Monument aux morts                                                               | À déterminer                           | Jenzat                    | À déterminer                                                                                                |                                                                          | À déterminer     | 46° 09′ 49″ nord, 3° 11′ 34″ est | Monument aux morts de Jenzat                                                            |
| Monument aux morts                                                               | À déterminer                           | La Chapelle-aux-Chasses   | À côté de l'église Sainte-Anne                                                                              |                                                                          | À déterminer     | à géolocaliser                   | Monument aux morts                                                                      |
| Poilu au repos (monument aux morts)                                              | Copie d'après Étienne Camus            | La Guillermie             | Intersection de la RD 422 et de la RD 122, en face de l'église Saint-Joseph                                 |                                                                          | À déterminer     | 45° 59′ 01″ nord, 3° 38′ 21″ est | Monument aux morts de La Guillermie                                                     |
| Monument aux morts                                                               | À déterminer                           | Langy                     | À déterminer                                                                                                |                                                                          | À déterminer     | à géolocaliser                   | Monument aux morts                                                                      |
| Monument aux morts du 2 décembre 1851                                            | À déterminer                           | Lapalisse                 | À déterminer                                                                                                |                                                                          | À déterminer     | à géolocaliser                   | Monument aux morts du 2 décembre 1851                                                   |
| Monument aux morts de 1914-1918                                                  | À déterminer                           | Lapalisse                 | Dans l'église Saint-Jean-Baptiste                                                                           | Plaques.                                                                 | À déterminer     | à géolocaliser                   | Image manquante                                                                         |
| Monument aux morts                                                               | Louis Bertola et Gaston Petit          | Lapalisse                 | À déterminer                                                                                                |                                                                          | 1922             | à géolocaliser                   | Image manquante                                                                         |
| Monument aux morts                                                               | À déterminer                           | Laprugne                  | À déterminer                                                                                                |                                                                          | À déterminer     | 45° 59′ 11″ nord, 3° 44′ 30″ est | Monument aux morts de Laprugne                                                          |
| Monument aux morts                                                               | À déterminer                           | Lavault-Sainte-Anne       | Dans le cimetière                                                                                           |                                                                          | À déterminer     | 46° 18′ 29″ nord, 2° 36′ 09″ est | Monument aux morts de Lavault-Sainte-Anne                                               |
| Monument aux morts                                                               | À déterminer                           | Lavoine                   | À côté de l'église Saint-Vincent                                                                            |                                                                          | À déterminer     | à géolocaliser                   | Monument aux morts                                                                      |
| Monument aux morts                                                               | À déterminer                           | Le Bouchaud               | À déterminer                                                                                                |                                                                          | À déterminer     | à géolocaliser                   | Monument aux morts                                                                      |
| Monument aux morts                                                               | À déterminer                           | Le Mayet-d'École          | À côté de la mairie                                                                                         |                                                                          | À déterminer     | à géolocaliser                   | Monument aux morts                                                                      |
| Monument aux morts de 1914-1918                                                  | À déterminer                           | Le Montet                 | Dans l'église Saint-Gervais-et-Saint-Protais                                                                |                                                                          | À déterminer     | à géolocaliser                   | Monument aux morts de 1914-1918                                                         |
| Poilu au repos (monument aux morts)                                              | Copie d'après Étienne Camus            | Le Montet                 | Sur la place du général Hoche, devant l'église Saint-Gervais-et-Saint-Protais                               |                                                                          | À déterminer     | 46° 24′ 33″ nord, 3° 03′ 26″ est | Monument aux morts du Montet                                                            |
| Monument aux morts                                                               | À déterminer                           | Le Pin                    | À déterminer                                                                                                |                                                                          | À déterminer     | à géolocaliser                   | Monument aux morts                                                                      |
| Monument aux morts                                                               | À déterminer                           | Le Vilhain                | Dans l'église Saint-Martin                                                                                  |                                                                          | À déterminer     | à géolocaliser                   | Monument aux morts                                                                      |
| Monument aux morts                                                               | À déterminer                           | Le Vilhain                | À déterminer                                                                                                |                                                                          | À déterminer     | 46° 33′ 40″ nord, 2° 47′ 46″ est | Monument aux morts du Vilhain                                                           |
| Monument aux morts                                                               | À déterminer                           | Lenax                     | À déterminer                                                                                                |                                                                          | À déterminer     | à géolocaliser                   | Monument aux morts                                                                      |
| Monument aux morts                                                               | À déterminer                           | Limoise                   | À côté de l'église Saint-Jacques                                                                            |                                                                          | À déterminer     | à géolocaliser                   | Monument aux morts                                                                      |
| Monument aux morts                                                               | À déterminer                           | Loddes                    | À déterminer                                                                                                |                                                                          | À déterminer     | à géolocaliser                   | Monument aux morts                                                                      |
| Monument aux morts                                                               | À déterminer                           | Loriges                   | Dans le cimetière                                                                                           |                                                                          | À déterminer     | à géolocaliser                   | Monument aux morts                                                                      |
| Monument aux morts                                                               | À déterminer                           | Lurcy-Lévis               | À déterminer                                                                                                |                                                                          | À déterminer     | 46° 44′ 04″ nord, 2° 56′ 31″ est | Monument aux morts de Lurcy-Lévis                                                       |
| Poilu écrasant l'aigle allemand (d) (monument aux morts)                         | Copie d'après Charles-Henri Pourquet   | Marcillat                 | Dans les jardins de la mairie                                                                               |                                                                          | À déterminer     | à géolocaliser                   | Image manquante                                                                         |
| Monument aux morts                                                               | À déterminer                           | Meillers                  | Devant la mairie                                                                                            |                                                                          | À déterminer     | à géolocaliser                   | Monument aux morts                                                                      |
| Monument aux morts                                                               | À déterminer                           | Molles                    | À côté de l'église Saint-Jean-Baptiste                                                                      |                                                                          | À déterminer     | à géolocaliser                   | Monument aux morts                                                                      |
| Monument aux morts de 1914-1918                                                  | À déterminer                           | Monestier                 | Dans l'église Saint-Antoine                                                                                 |                                                                          | À déterminer     | à géolocaliser                   | Monument aux morts de 1914-1918                                                         |
| Monument aux morts                                                               | À déterminer                           | Monestier                 | À côté de l'église Saint-Antoine                                                                            |                                                                          | À déterminer     | à géolocaliser                   | Monument aux morts                                                                      |
| Monument aux morts                                                               | À déterminer                           | Monétay-sur-Allier        | À déterminer                                                                                                |                                                                          | À déterminer     | à géolocaliser                   | Image manquante                                                                         |
| Monument aux morts                                                               | À déterminer                           | Montbeugny                | À côté de l'église Saint-Roch                                                                               |                                                                          | À déterminer     | 46° 31′ 46″ nord, 3° 29′ 22″ est | Monument aux morts de Montbeugny                                                        |
| Monument aux morts                                                               | À déterminer                           | Monteignet-sur-l'Andelot  | Dans le cimetière                                                                                           |                                                                          | À déterminer     | à géolocaliser                   | Monument aux morts                                                                      |
| Monument aux morts de 1914-1918                                                  | À déterminer                           | Montluçon                 | Dans l'église Notre-Dame                                                                                    |                                                                          | À déterminer     | à géolocaliser                   | Monument aux morts de 1914-1918                                                         |
| Monument aux morts,                                                              | Hippolyte Marius Galy                  | Montluçon                 | Avenue Marx-Dormoy                                                                                          | Érigé dans le square Fargin-Fayolle en 1922.                             | 1955             | 46° 20′ 20″ nord, 2° 35′ 58″ est | Monument aux morts de Montluçon                                                         |
| Monument aux Montluçonnais résistants                                            | Yves Girardeau                         | Montluçon                 | Avenue Marx-Dormoy                                                                                          |                                                                          | 1983             | 46° 20′ 18″ nord, 2° 35′ 50″ est | Monument aux Montluçonnais résistants                                                   |
| Monument aux résistants morts au cours de la libération de la ville en août 1944 | À déterminer                           | Montluçon                 | Rue des Serruriers                                                                                          |                                                                          | À déterminer     | 46° 20′ 23″ nord, 2° 36′ 11″ est | Monument aux résistants morts au cours de la libération de la ville en août 1944        |
| Poilu au repos (monument aux morts)                                              | Copie d'après Étienne Camus            | Montvicq                  | Sur la place de l'église, devant l'église Saint-Prejet                                                      |                                                                          | 1921             | 46° 19′ 12″ nord, 2° 49′ 20″ est | Monument aux morts de Montvicq                                                          |
| Monument aux morts de 1870-1871                                                  | Jean Coulon                            | Moulins                   | Dans le square de la République                                                                             |                                                                          | 1902             | 46° 33′ 47″ nord, 3° 20′ 19″ est | Monument aux morts de 1870 de Moulins                                                   |
| Monument aux morts                                                               | Charles-Henri Pourquet                 | Moulins                   | Sur la place de la République                                                                               |                                                                          | 1925             | 46° 33′ 45″ nord, 3° 20′ 17″ est | Monument aux morts de Moulins                                                           |
| Monument aux résistants morts en déportation                                     | À déterminer                           | Moulins                   | Dans la cour d'honneur du lycée Théodore-de-Banville                                                        |                                                                          | À déterminer     | à géolocaliser                   | Monument aux résistants morts en déportation                                            |
| Monument aux morts                                                               | À déterminer                           | Murat                     | À déterminer                                                                                                |                                                                          | À déterminer     | à géolocaliser                   | Image manquante                                                                         |
| Monument aux morts                                                               | À déterminer                           | Nades                     | À déterminer                                                                                                |                                                                          | À déterminer     | à géolocaliser                   | Image manquante                                                                         |
| Monument aux morts                                                               | Raymonde Martin                        | Néris-les-Bains           | Dans la cour de la mairie                                                                                   | Inscrit MH (2019).                                                       | 1924             | 46° 17′ 19″ nord, 2° 39′ 36″ est | Image manquante                                                                         |
| Monument aux morts                                                               | À déterminer                           | Neuilly-le-Réal           | À déterminer                                                                                                |                                                                          | À déterminer     | à géolocaliser                   | Image manquante                                                                         |
| Monument aux morts                                                               | À déterminer                           | Neure                     | À déterminer                                                                                                |                                                                          | À déterminer     | 46° 44′ 47″ nord, 2° 58′ 51″ est | Monument aux morts de Neure                                                             |
| Poilu au repos (monument aux morts)                                              | Copie d'après Étienne Camus            | Nizerolles                | Sur la place de l'église, au bord de la RD 121, à côté de l'église Saint Blaise et Saint Barthélémy         |                                                                          | À déterminer     | 46° 05′ 53″ nord, 3° 38′ 16″ est | Image manquante                                                                         |
| Monument aux morts                                                               | À déterminer                           | Pouzy-Mésangy             | Au chevet de l'église Saint-Aignan                                                                          |                                                                          | À déterminer     | 46° 42′ 37″ nord, 3° 00′ 18″ est | Monument aux morts de Pouzy-Mésangy                                                     |
| Monument aux morts                                                               | À déterminer                           | Saint-Bonnet-de-Four      | À côté de l'église Saint-Bonnet                                                                             |                                                                          | À déterminer     | à géolocaliser                   | Monument aux morts                                                                      |
| Monument aux morts                                                               | À déterminer                           | Saint-Didier-la-Forêt     | Dans le cimetière                                                                                           |                                                                          | À déterminer     | 6° 13′ 24″ nord, 3° 20′ 41″ est  | Monument aux morts de Saint-Didier-la-Forêt                                             |
| Poilu au repos (monument aux morts)                                              | Copie d'après Étienne Camus            | Saint-Léon                | À déterminer                                                                                                |                                                                          | À déterminer     | à géolocaliser                   | Image manquante                                                                         |
| Poilu écrasant l'aigle allemand (d) (monument aux morts)                         | Copie d'après Charles-Henri Pourquet   | Saint-Marcel-en-Murat     | Près de l'église Saint-Marcel                                                                               |                                                                          | À déterminer     | à géolocaliser                   | Poilu écrasant l'aigle allemand (d) (monument aux morts)                                |
| Monument aux morts de 1914-1918                                                  | À déterminer                           | Saint-Menoux              | Dans l'église Saint-Menoux                                                                                  |                                                                          | À déterminer     | à géolocaliser                   | Monument aux morts de 1914-1918                                                         |
| Monument aux morts                                                               | À déterminer                           | Saint-Menoux              | À déterminer                                                                                                |                                                                          | À déterminer     | à géolocaliser                   | Monument aux morts                                                                      |
| Monument aux morts                                                               | À déterminer                           | Saint-Pierre-Laval        | À côté de l'église Saint-Pierre                                                                             |                                                                          | À déterminer     | à géolocaliser                   | Monument aux morts                                                                      |
| Monument aux morts                                                               | Copie d'après Jean Coulon              | Saint-Pourçain-sur-Sioule | Sur la place du 18 juin 1940                                                                                |                                                                          | 1920             | à géolocaliser                   | Image manquante                                                                         |
| Monument aux morts                                                               | À déterminer                           | Saint-Prix                | À côté de l'église Saint-Priest                                                                             |                                                                          | À déterminer     | à géolocaliser                   | Monument aux morts                                                                      |
| Monument aux morts                                                               | À déterminer                           | Saint-Rémy-en-Rollat      | À côté de l'église Saint-Remi                                                                               |                                                                          | À déterminer     | 46° 11′ 06″ nord, 3° 23′ 29″ est | Monument aux morts de Saint-Rémy-en-Rollat                                              |
| Poilu au repos (monument aux morts)                                              | Copie d'après Étienne Camus            | Saint-Sornin              | À déterminer                                                                                                |                                                                          | À déterminer     | à géolocaliser                   | Image manquante                                                                         |
| Monument aux morts                                                               | À déterminer                           | Saint-Victor              | Dans le cimetière                                                                                           |                                                                          | À déterminer     | 46° 23′ 52″ nord, 2° 36′ 27″ est | Monument aux morts de Saint-Victor                                                      |
| Monument aux morts                                                               | À déterminer                           | Saint-Yorre               | À déterminer                                                                                                |                                                                          | À déterminer     | à géolocaliser                   | Monument aux morts                                                                      |
| Monument aux morts                                                               | À déterminer                           | Theneuille                | À déterminer                                                                                                |                                                                          | À déterminer     | à géolocaliser                   | Image manquante                                                                         |
| Monument aux morts                                                               | À déterminer                           | Thiel-sur-Acolin          | À déterminer                                                                                                |                                                                          | À déterminer     | à géolocaliser                   | Monument aux morts                                                                      |
| Monument aux morts                                                               | À déterminer                           | Treteau                   | Au chevet de l'église Saint-Maurice                                                                         |                                                                          | À déterminer     | à géolocaliser                   | Monument aux morts                                                                      |
| Monument aux morts                                                               | À déterminer                           | Tronget                   | À côté de l'église Saint-Maurice                                                                            |                                                                          | À déterminer     | à géolocaliser                   | Monument aux morts                                                                      |
| Poilu au repos (monument aux morts)                                              | Copie d'après Étienne Camus            | Urçay                     | Au bord de la route nationale (RN 2144), en face de la poste                                                |                                                                          | 1921             | 46° 37′ 28″ nord, 2° 35′ 22″ est | Image manquante                                                                         |
| Monument aux morts                                                               | À déterminer                           | Varennes-sur-Allier       | À déterminer                                                                                                |                                                                          | À déterminer     | à géolocaliser                   | Monument aux morts                                                                      |
| Monument aux morts                                                               | À déterminer                           | Varennes-sur-Tèche        | À déterminer                                                                                                |                                                                          | À déterminer     | à géolocaliser                   | Monument aux morts                                                                      |
| Monument aux morts                                                               | À déterminer                           | Vendat                    | À déterminer                                                                                                |                                                                          | À déterminer     | à géolocaliser                   | Monument aux morts                                                                      |
| Monument aux morts                                                               | À déterminer                           | Verneix                   | À déterminer                                                                                                |                                                                          | À déterminer     | 46° 23′ 49″ nord, 2° 40′ 12″ est | Monument aux morts de Verneix                                                           |
| Monument aux morts de 1870-1871                                                  | À déterminer                           | Vichy                     | Dans le cimetière                                                                                           |                                                                          | 1887             | à géolocaliser                   | Monument aux morts de 1870-1871                                                         |
| Pietà (monument aux morts de 1914-1918)                                          | À déterminer                           | Vichy                     | Dans l'église Saint-Blaise                                                                                  | Représente une Pietà.                                                    | À déterminer     | à géolocaliser                   | Pietà (monument aux morts de 1914-1918)                                                 |
| Le Devoir (monument aux morts)                                                   | Copie d'après René de Saint-Marceaux   | Vichy                     | Dans le carré militaire du cimetière                                                                        |                                                                          | 1928             | à géolocaliser                   | Le Devoir (monument aux morts)                                                          |
| Monument aux morts,                                                              | Charles Henri Plas                     | Vichy                     | Dans le square du Général-Leclerc, anciennement place des Nations                                           | Inscrit MH (2019).                                                       | 1935             | 46° 07′ 20″ nord, 3° 25′ 09″ est | Monument aux morts de Vichy                                                             |
| Monument aux agent SNCF morts de 1939-1945                                       | À déterminer                           | Vichy                     | Sur une façade de la gare                                                                                   |                                                                          | À déterminer     | à géolocaliser                   | Monument aux agent SNCF morts de 1939-1945                                              |
| Monument aux anciens prisonniers de guerre morts de 1939-1945                    | À déterminer                           | Vichy                     | Sur la façade de l'immeuble au 28 rue Gambetta                                                              |                                                                          | 15 décembre 1946 | à géolocaliser                   | Monument aux anciens prisonniers de guerre morts de 1939-1945                           |
| Monument aux morts                                                               | Jean-Baptiste et Joseph Rougeron       | Vicq                      | Dans le cimetière                                                                                           |                                                                          | 1920             | à géolocaliser                   | Image manquante                                                                         |
| Monument aux morts                                                               | À déterminer                           | Vieure                    | Dans le cimetière                                                                                           |                                                                          | À déterminer     | à géolocaliser                   | Monument aux morts                                                                      |
| Monument aux morts                                                               | À déterminer                           | Villebret                 | À côté de l'église Saint-Étienne                                                                            |                                                                          | 1921             | à géolocaliser                   | Image manquante                                                                         |
| Monument aux morts                                                               | À déterminer                           | Villefranche-d'Allier     | À côté de l'église Saint-Jacques-le-Majeur                                                                  |                                                                          | 1922             | à géolocaliser                   | Image manquante                                                                         |
| On ne passe pas (monument aux morts)                                             | Paul Herblay                           | Villeneuve-sur-Allier     | Sur la place du Monument                                                                                    |                                                                          | 1922             | à géolocaliser                   | Image manquante                                                                         |
| Monument aux morts                                                               | À déterminer                           | Viplaix                   | À côté de l'église Saint-Martin                                                                             |                                                                          | À déterminer     | à géolocaliser                   | Image manquante                                                                         |
| Monument aux morts                                                               | À déterminer                           | Vitray                    | À déterminer                                                                                                | Érigé[Quand ?] sur une façade de la mairie.                              | À déterminer     | à géolocaliser                   | Image manquante                                                                         |
| Monument aux morts                                                               | Charles Walhain                        | Voussac                   | En face de la poste                                                                                         |                                                                          | 1921             | à géolocaliser                   | Image manquante                                                                         |
| Monument aux morts de 1914-1918                                                  | À déterminer                           | Ygrande                   | Dans l'église Saint-Martin                                                                                  |                                                                          | À déterminer     | à géolocaliser                   | Monument aux morts de 1914-1918                                                         |
| Monument aux morts                                                               | À déterminer                           | Ygrande                   | RD 953, au bord de la place Jean Jaurès                                                                     |                                                                          | À déterminer     | 46° 33′ 10″ nord, 2° 56′ 34″ est | Monument aux morts d'Ygrande                                                            |
| Monument aux morts de 1914-1918                                                  | À déterminer                           | Yzeure                    | Dans l'église Saint-Pierre                                                                                  |                                                                          | À déterminer     | à géolocaliser                   | Monument aux morts de 1914-1918                                                         |
| Monument aux morts de 1914-1918                                                  | À déterminer                           | Yzeure                    | Dans le cimetière                                                                                           |                                                                          | 1922             | à géolocaliser                   | Image manquante                                                                         |
| Monument aux morts de 1939-1945                                                  | À déterminer                           | Yzeure                    | Dans le cimetière                                                                                           |                                                                          | À déterminer     | à géolocaliser                   | Image manquante                                                                         |